# Tótszentmárton
Tótszentmárton là một thị trấn thuộc hạt Zala, Hungary. Thị trấn này có diện tích 10,17 km², dân số năm 2010 là 856 người, mật độ 84 người/km².